# Stora saluhallen, Budapest

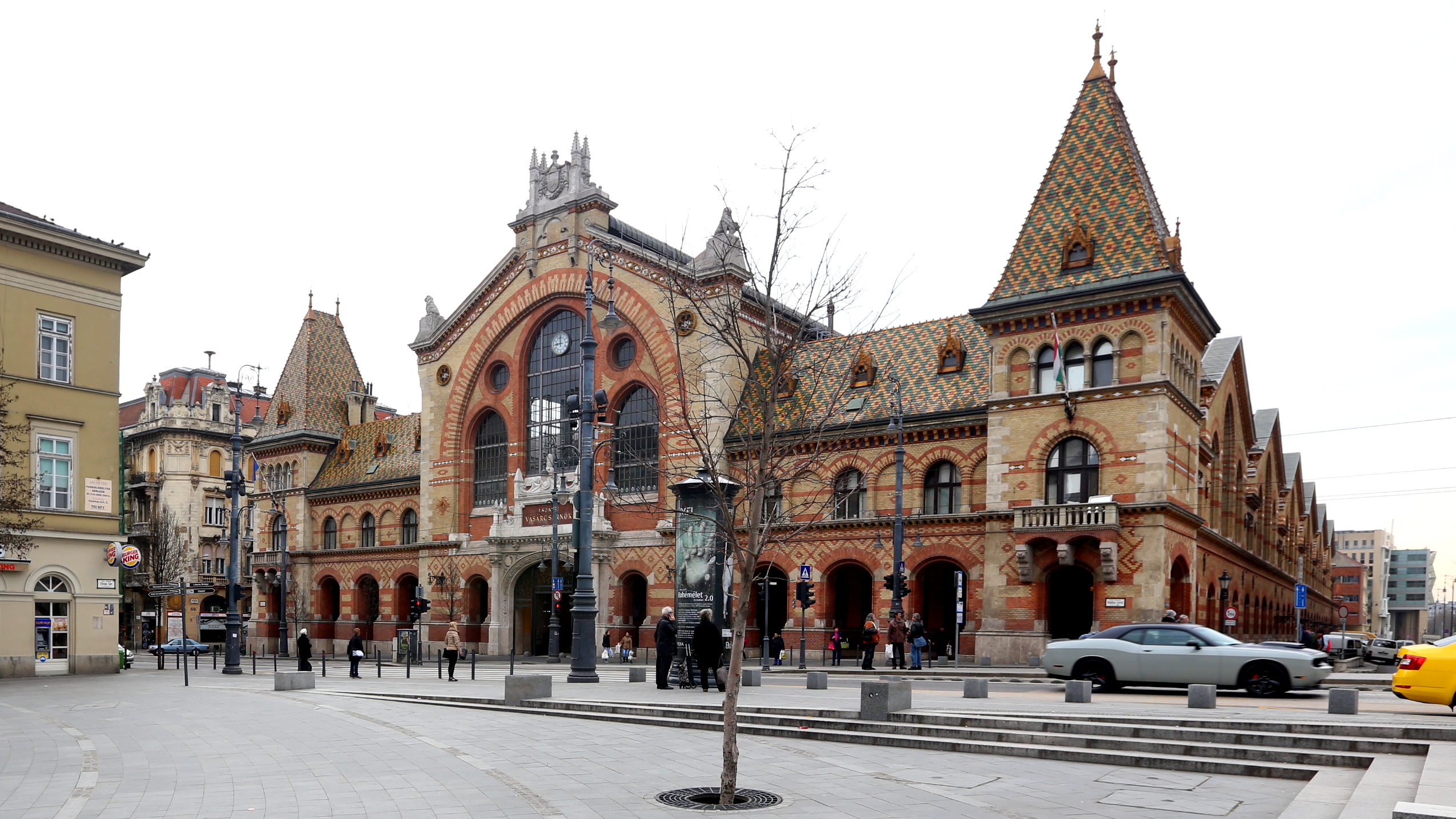
Framsidan av Stora saluhallen i Budapest.

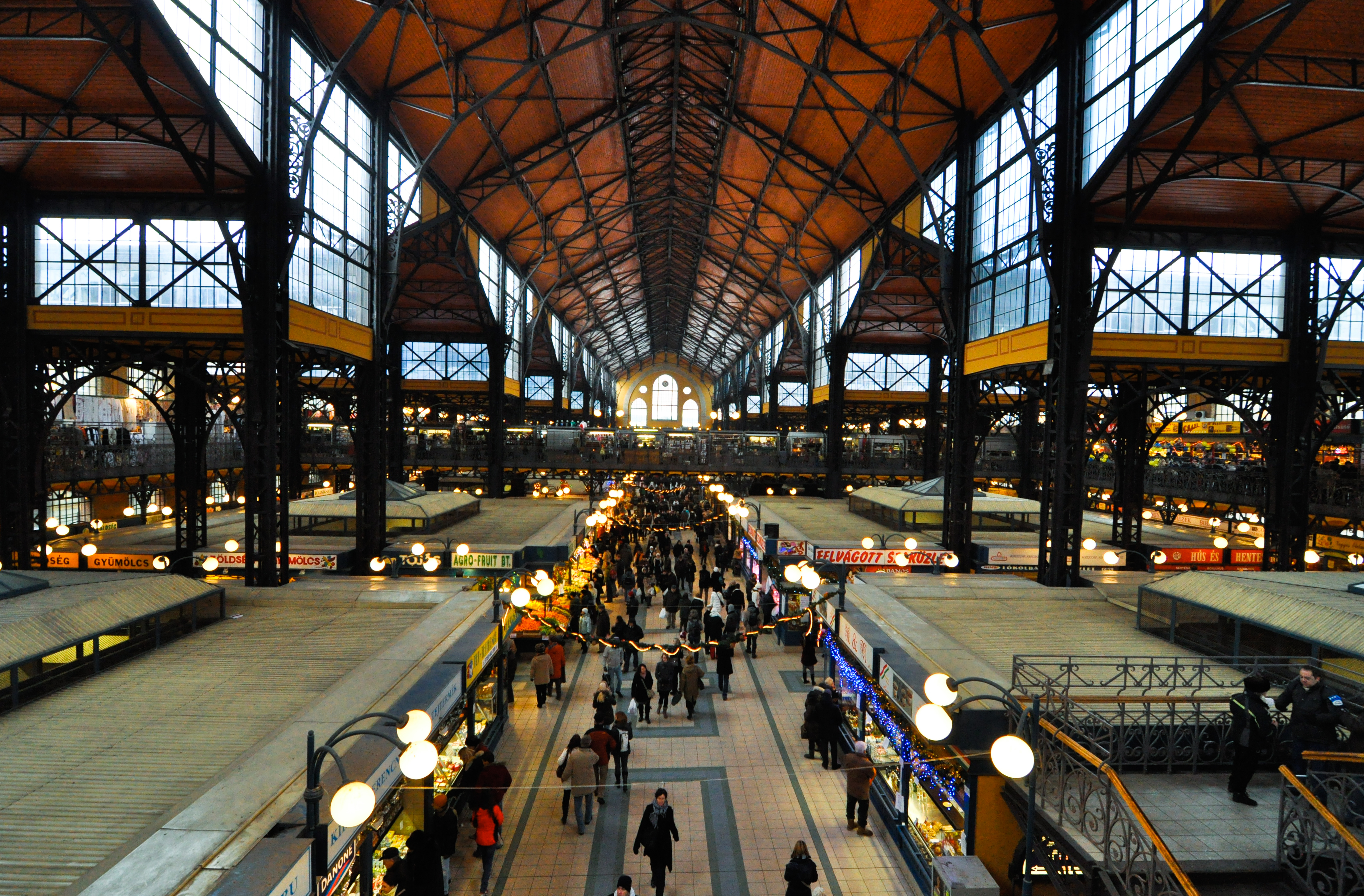
Överblick från saluhallens insida.

Stora saluhallen eller Centrala saluhallen (Nagyvásárcsarnok) på Fővám tér är den största saluhallen i Budapest, Ungern. Hallen är designad av Samu Pecz. Ett stort antal stånd erbjuder grönsaker, frukt, ost och kött. Plan 2 har mestadels souvenirer och kläder samt även restauranger.  Saluhallen är stängd söndagar, men öppet övriga dagar. I närheten av saluhallen ligger metrostation Fővám tér på linje M4.